# Jacques Friedel
Jacques Friedel  (París, 11 de febrero de 1921-París, 27 de agosto de 2014) fue un físico y científico de materiales francés.

## Biografía
Friedel venía de una gran estirpe de científicos. Su bisabuelo fue Charles Friedel, químico orgánico y cristalógrafo en la Universidad de La Sorbona, su abuelo Georges Friedel trabajó en el cristal líquido y su padre Edmond Friedel fue director de la Escuela Nacional Superior de Minas de París de 1937 a 1965.
Friedel estudió en Cours Hattemer y prosiguió sus estudios en la École Polytechnique desde 1944 hasta 1946, y en la École nationale supérieure des mines de Paris de 1946 a 1948. Se graduó en la Universidad de París con la Licence ès sciences en 1948, para estudiar en el Laboratorio de Metalurgia de la Escuela de Minas con Charles Crussard. Posteriormente, obtuvo la graduación de la Universidad de Bristol en 1952, donde estudiaría con Nevill Francis Mott, and a Doctorat d'Etat en París en 1954.
Fue profesor asistente en la Universidad de La Sorbona en 1956, luego profesor titular de Física del Estado sólido (de 1959 a 1989) en la Universidad de París-Sur donde cofundó el Laboratorio de Física del Estado Sólido. Es autor de más de 200 artículos en revistas especializadas. Fue presidente de la Société française de physique, la Sociedad Europea de Física, y de la Academia de Ciencias de Francia de 1992 a 1994.

## Premios y distinciones
Friedel fue galardonado con la medalla de oro de CNRS francés en 1970, elegido como miembro extranjero de la Academia Nacional de Ciencias estadounidense, de la Real Academia de las Ciencias de Suecia y miembro de la Royal Society en 1988. Fue miembro de la Sociedad Estadounidense de Física y de la Sociedad Europea de Física. Recibió en 1964 el Premio Holweck y en 1988 el Premio Von Hippel. Fue nombrado Caballero de la Légion d'Honneur, promocionado a Oficial y posteriormente a comendador el 31 de marzo de 1989 y Grna oficial el 30 de diciembre de 1995. Fue promocionado a la Gran Cruz el 14 de julio de 2013.